# 隱藏的大明星
《隱藏的大明星》（英語：Secret Superstar）是一部2017年印度印地語歌舞劇情片，由阿德瓦·香登執導和編劇，阿米爾·罕、基蘭·拉歐、Zee Studios和阿卡什·考拉監製。主演包括賽伊拉·沃西、梅赫·維亞、拉傑·阿榮和阿米爾·罕。其劇情敘述一名十幾歲女孩渴望成為歌手的故事，同時也講述了女性主義與家庭暴力的議題。《隱藏的大明星》於2017年10月19日在印度上映。《隱藏的大明星》除了獲得正面好評外，主演賽伊拉·沃西也憑該片贏得了全國兒童獎傑出成就。
此外，該片与阿米爾·罕此前主演的《我和我的冠軍女兒》类似，依靠在中国大陆电影市场的票房成绩，僅以低預算來成為了2017年最賺錢的電影之一、在海外票房最高的寶萊塢電影，以及全球票房最高的寶萊塢電影前十名。

## 劇情
住在巴羅達的15歲少女茵希雅從小就熱愛歌唱，並在看過印度當紅歌星沙克帝·庫馬爾的演出後，更希望自己能夠站上全國第一的歌唱舞台。但父母則希望她專心讀書，尤其父親極度反對茵希雅別再繼續這不切實際的幻想。某日，茵希雅為了能讓大家看見自己的才藝，而以蒙面的姿態偷偷將自彈自唱的影片上傳到網路上，她的好歌聲使自己一炮而紅，儘管沒人知道這位素人歌手到底是誰。後來，茵希雅因緣際會與沙克帝相遇，這也使自己在此刻起不再平凡、不再躲藏。

## 演員
- 賽伊拉·沃西飾演茵希雅·蒙克
- 梅赫·維亞飾演娜吉瑪·蒙克
- 拉傑·阿榮（英语：Raj Arjun）飾演法魯賽·蒙克
- Kabir Sajid Shaikh飾演古度·蒙克
- 阿米爾·罕飾演沙克帝·庫馬爾
- Tirth Sharma飾演欽坦
- Shaan（英语：Shaan (singer)）飾演他自己（客串）
- 莫納利·泰克（英语：Monali Thakur）飾演他自己（客串）

## 票房
截止2月19日，該片在中国的票房累计7.47亿人民幣。
| 上一届： 《无问西东》 | 2018年中国內地一周票房冠军 第4—6週 | 下一届： 《捉妖记2》 |

## 外部連結
- Secret Superstar （页面存档备份，存于）於Bollywood Hungama上
- 互联网电影数据库（IMDb）上《隱藏的大明星》的资料（英文）
- Box Office Mojo上《隱藏的大明星》的資料（英文）
- 爛番茄上《隱藏的大明星》的資料（英文）
- Metacritic上《隱藏的大明星》的資料（英文）
- AllMovie上《隱藏的大明星》的资料（英文）
- 開眼電影網上《隱藏的大明星》的資料（繁體中文）
- 雅虎香港電影上《隱藏的大明星》的資料（繁體中文）
- 豆瓣电影上《隱藏的大明星》的資料 （简体中文）
- 时光网上《隱藏的大明星》的資料（简体中文）